# 苓雅寮車場
22°36′57″N 120°17′33″E / 22.615829°N 120.292546°E
苓雅寮車場位於高雄市苓雅區，為臺灣鐵路管理局高雄第一臨港線的調車場。車場濱海，位於光榮碼頭一帶碼頭區，另一側為海邊路。苓雅寮車場僅辦理貨運業務，已停駛的客運嘟嘟火車亦通過此處。

## 車站構造

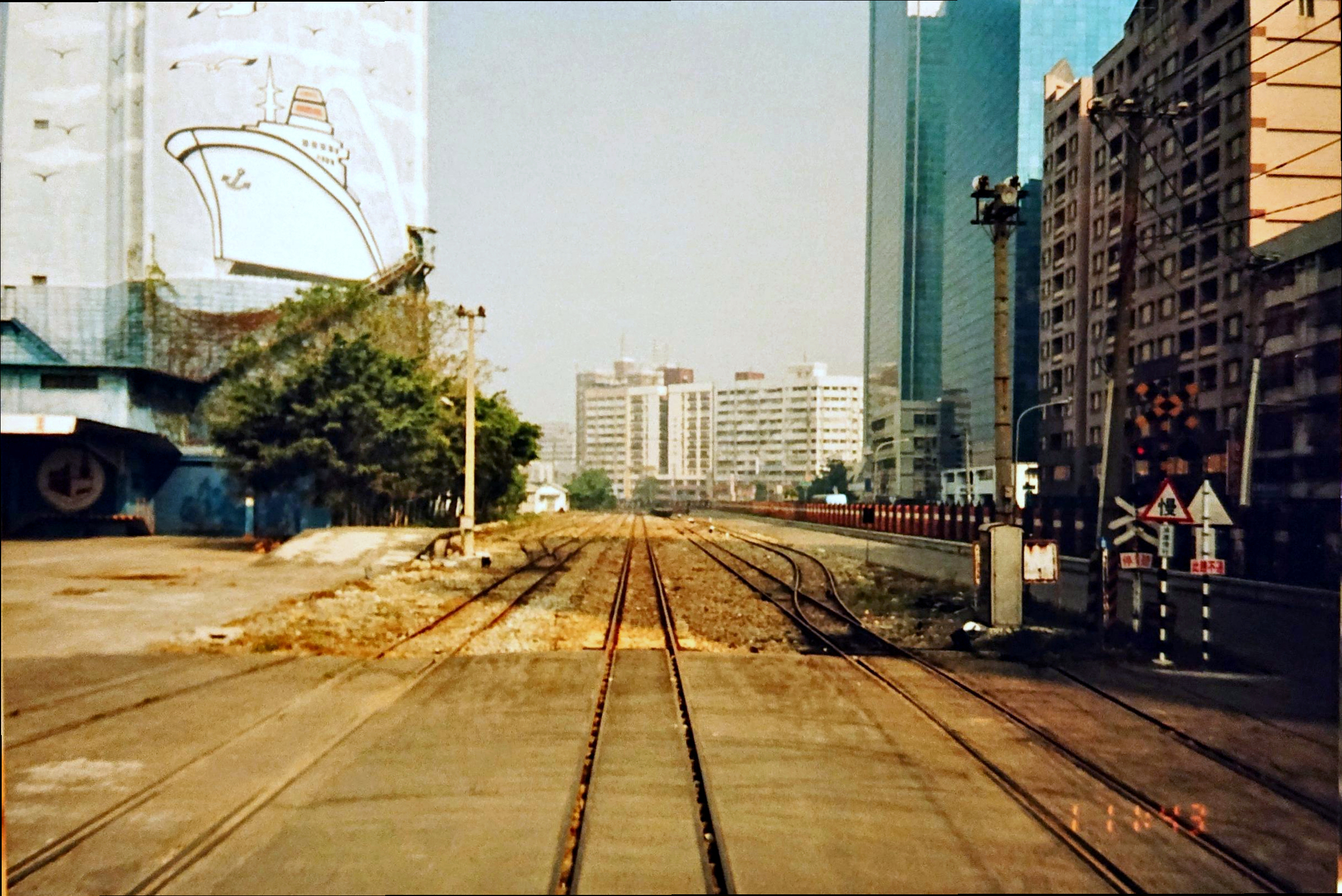
運作中的苓雅寮車場（2004年，由嘟嘟火車拍攝）

## 利用狀況
- 原為高雄臨港線的四處車場—前鎮車場、中島車場、苓雅寮車場與草衙車場之一。
- 除高雄港貨車調度外，亦做為13號碼頭往金門補給用。[1]
- 目前已裁撤，相關設施已拆除；目前已改建為高雄流行音樂中心鯨魚堤岸與環狀輕軌光榮碼頭站。

## 歷史
- 2005年10月30日：高雄港13號軍用碼頭正式移交高雄市政府，隨後苓雅寮車場站房與碼頭內軍用建築一併遭到拆除。
- 2008年11月19日：第一臨港線西段（包括中島車場全站及中島線、苓雅寮車場全站、高雄港站全站及濱線）准予停用。
- 2008年12月16日：與隨高雄港站一同正式裁撤，12月31日辦理交接。[2]
- 2013年6月4日：高雄捷運環狀輕軌水岸段動工。
- 2014年3月下旬：開始軌道及終端式月台拆除作業。[3][4]

## 車站週邊
- 光榮碼頭
- 西臨港線自行車道
- 高雄輕軌光榮碼頭站
- 海邊路
- 苓中路

## 備注
1. ↑  .   [2015-04-01]. （原始内容存档于2017-02-06）.
2. ↑  .   [2015-04-01]. （原始内容存档于2015-09-24）.
3. ↑  .   [2015-04-01]. （原始内容存档于2017-02-06）.
4. ↑  .   [2015-04-01]. （原始内容存档于2017-02-06）.

## 鄰近車站
- 廢止營運模式

## 外部連結
- 苓雅寮車場(高雄臨港線鐵道)即將拆除改建 （页面存档备份，存于）